# 1946-os cannes-i filmfesztivál
Az 1939. szeptember 1-jén kitört világháború miatt félbeszakított első cannes-i filmseregszemle helyett 1946. szeptember 20. és október 5. között rendezték meg az 1. Cannes-i Nemzetközi Filmfesztivált. E három hétre a Côte d’Azur békés kisvárosa a nemzetközi filmművészet fővárosává vált, ahol a hosszú, véres háború utáni esemény a béke és a felszabadultság jegyében zajlott. A nemzeti zászlókkal feldíszített Croisette-en 19 ország résztvevői vonultak fel, s vettek részt a hagyományos cannes-i „virágcsatával” kísért virágfesztiválon, mielőtt eldöntötték volna, hogy az országaikból érkezett filmek közül melyikeket érdemesítsék díjakra. A fesztivált olyan rendezők fémjelezték, mint René Clément, Jean Cocteau, George Cukor, Alfred Hitchcock, Szergej Ioszifovics Jutkevics, Vidor Károly, vagy Billy Wilder, a színészek közül pedig Ingrid Bergman (Forgószél, Gázláng), Cary Grant (Forgószél), Rita Hayworth (Gilda), Jean Marais (A szép és a szörnyeteg), és Michèle Morgan (Elveszett boldogság).
Viszonylag magas volt a kisfilmek (rövid játékfilmek, dokumentumfilmek és animációs filmek) száma, köztük a magyar származású John Halas (Halász János) egy alkotása. Walt Disney egy nagyjátékfilmmel és három röviddel képviseltette magát. Az alkotók között feltűnt a később világhírnévre szert tett Cousteau kapitány, Jacques-Yves Cousteau.

## Zsűri
- Georges Huisman, történész, zsűrielnök –  Franciaország
- Beaulieu, külföldi megbízott –  Kanada
- Szergej Apollinarievics Geraszimov, külföldi megbízott –  Szovjetunió
- Moltke-Hansen, külföldi megbízott –  Norvégia
- Tudor Don, külföldi megbízott –  Románia
- Usigli, külföldi megbízott –  Mexikó
- A. Brousil, köztisztviselő –  Csehszlovákia
- Domingo Mascarenhas, külföldi megbízott –  Portugália
- Fernand Rigot, külföldi megbízott –  Belgium
- Filippo Mennini, külföldi megbízott –  Olaszország
- Helge Wamberg, külföldi megbízott –  Dánia
- Hugo Mauerhofer, külföldi megbízott –  Svájc
- Iris Barry, külföldi megbízott –  Amerikai Egyesült Államok
- J.H.J. De Jong, külföldi megbízott –  Hollandia
- Jan Korngold, külföldi megbízott –  Lengyelország
- Kjell Stromberg, külföldi megbízott –  Svédország
- Samuel Findlater, külföldi megbízott –  Egyesült Királyság
- Youssef Wahdy, külföldi megbízott –  Egyiptom

## Nagyjátékfilmek versenye
- Amanti in fuga – rendező: Giacomo Gentilomo
- Anna and the King of Siam (Anna és a sziámi király)[1] – rendező: John Cromwell
- Blod och eld – rendező: Anders Henrikson
- Brevet fra afdøde – rendező: Johan Jacobsen
- Brief Encounter (Késői találkozás) – rendező: David Lean
- Camões – rendező: José Leitão de Barros
- Caesar and Cleopatra (Cézár és Kleopátra) – rendező: Gabriel Pascal
- Cselovek No. 217 (A 217-es deportált) – rendező: Mihail Iljics Romm
- De røde enge – rendező: Bodil Ipsen és Lau Lauritzen
- Die letzte Chance (Utolsó pillanat) – rendező: Leopold Lindtberg
- Dunia – rendező: Mohamed Karim
- Gaslight (Gázláng) – rendező: George Cukor
- Gilda – rendező: Vidor Károly
- Glinka – rendező: Lev Arnstam
- Hets (Hajsza) – rendező: Alf Sjöberg
- Il bandito (A bandita) – rendező: Aldo Buzzi és Alberto Lattuada
- Kamennij cvetok (Kővirág) – rendező: Alekszandr Lukics Ptusko
- La bataille du rail (Harc a sínekért) – rendező: René Clément
- La belle et la bête (A szép és a szörnyeteg) – rendező: Jean Cocteau
- La symphonie pastorale (Elveszett boldogság) – rendező: Jean Delannoy
- Le père tranquille (Nyugodt papa) – rendező: René Clément
- Les miserie del Signor Travet – rendező: Mario Soldati
- Los tres mosqueteros – rendező: Miguel M. Delgado
- Make Mine Music – rendező: Walt Disney
- María Candelaria (Xochimilco) – rendező: Emilio Fernández
- Muži bez křídel (Szárnynélküli emberek) – rendező: František Čáp
- Neecha Nagar – rendező: Chetan Anand
- Nezbedný bakalář – rendező: Otakar Vávra
- Notorius (Forgószél) – rendező: Alfred Hitchcock
- Patrie (Áruló asszony) – rendező: Louis Daquin
- Rhapsody In Blue (Kék rapszódia) – rendező: Irving Rapper
- Roma citta aperta (Róma, nyílt város) – rendező: Roberto Rossellini
- The Captive Heart – rendező: Basil Dearden
- The Lost Weekend (Férfiszenvedély) – rendező: Billy Wilder
- The Magic Bow (Bűvös vonó) – rendező: Bernard Knowles
- The Seventh Veil (A hetedik fátyol) – rendező: Compton Bennett
- Três Dias Sem Deus – rendező: Barbara Virginia
- Un giorno nella vita – rendező: Alessandro Blasetti
- Un revenant (Egy férfi, aki visszajön ) – rendező: Christian-Jaque
- Velikij perelom (Döntő fordulat) – rendező: Fridrih Markovics Ermler
- Wonder Man (Csuda pasi) – rendező: H. Bruce Humberstone
- Zdravsztvuj, Moszkva! (Üdvözöllek, Moszkva!) – rendező: Szergej Jutkevics
- Zoja (Zója) – rendező: Lev Arnstam

## Rövidfilmek versenye
- A City Sings – rendező: Gudrin Parker
- Auberviliers – rendező: Élie Lotar
- Aubusson – rendező: Pierre Biro, Pierre Hirsch
- Bambini in citta – rendező: Luigi Commencini
- Belij klik – rendező: Alekszandr Zguridi
- Berlin – rendező: Juli Raizman
- Cantico dei marmi – rendező: Giovanni Rossi, Pietro Benedetti
- Chants populaires – rendező: Laurence Hyde, George Dunning, Jim Mc Kay, Norman McLaren
- Chercheurs de la mer – rendező: Jean P. Palardy
- Cyprus Is An Island – rendező: Ralph Keene
- Des hommes comme les autres – rendező: René van de Weerdt
- Die Welt – rendező: Sam Winston
- En route – rendező: Otto van Neienhoff
- Épaves – rendező: Frédéric Dumas, Philippe Taillez, Roger Gary, Jacques-Yves Cousteau
- Flicker Flashbacks – rendező: Walt Disney
- Floarea reginei – rendező: Paul Calinescu
- G.I's In Switzerland – rendező: Hermann Haller
- Handling Ships – rendező: John Halas
- Hitler Lives? – rendező: Don Siegal
- Instruments of The Orchestra – rendező: Muir Mathieson
- Jeux d’enfants – rendező: Jean Painlevé
- Kriegsgefangene – rendező: Kurt Fruh
- La cite des abeilles – rendező: Andrev Winnitzki
- La flûte magique – rendező: Paul Grimault
- La locomotive – rendező: Stanislaw Urbanowicz
- Le goeland – rendező: Willy Peters
- Le retour à la vie – rendező: Dr K.M. Vallo
- Les digues en construction – rendező: Manuus Franken, Jo de Hass
- Les halles de Paris – rendező: Paul Schuitema
- Les mines de sel de Wieliczka – rendező: Jaroslaw Brzozowski
- Les ponts de la Meuse – rendező: Paul Schuitema
- Les protubérances solaires – rendező: M. Lyot, M. Leclerc
- L'Homme – rendező: Gilles Margaritis
- Lucerne ville musicale – rendező: Hans Trommer
- Man One Family – rendező: Ivor Montague
- Me he de comer esa tune – rendező: Miguel Zacharias
- Metamorphoses – rendező: Herman van der Horst
- Molodoszty nasej sztrani – rendező: Szergej Jutkevics
- Open Drop Ether – rendező: Basil Wrigh
- Out of The Ruins – rendező: Nick Read
- Parques infantis – rendező: Joao Mendes, Aquilino Mendes
- Partie de campagne – rendező: Jean Renoir
- Purloined Pup – rendező: Walt Disney
- Rapsodie rustique – rendező: Jean Mihail
- Réseau X – rendező: Mahuizer
- Steel – rendező: Frank Bundy
- Suite varsovienne – rendező: Tadeusz Makarczynski
- The Life Cycle of The Onion – rendező: Mary Field
- The Way We Live – rendező: Jill Craigie
- Un port en plein cœur de l'Europe – rendező: Jaroslav Novotný
- Vánocní sen – rendező: Karel Zeman
- Wet Paint – rendező: Walt Disney
- World of Plenty – rendező: Paul Totha
- Your Children’s Eyes – rendező: Alex Strasser
- Zasadil dedek repu – rendező: Jiří Trnka
- Zvírátka a petrovstí – rendező: Jiří Trnka

## Díjak

### Nagyjátékfilmek
- Nagydíj:
  - María Candelaria (Xochimilco) – rendező: Emilio Fernández
  - De røde enge – rendező: Bodil Ipsen és Lau Lauritzen
  - The Lost Weekend (Férfiszenvedély)[1] – rendező: Billy Wilder
  - La symphonie pastorale (Elveszett boldogság) – rendező: Jean Delannoy
  - Brief Encounter (Késői találkozás) – rendező: David Lean
  - Neecha Nagar – rendező: Chetan Anand
  - Roma citta aperta (Róma, nyílt város) – rendező: Roberto Rossellini
  - Hets (Hajsza) – rendező: Alf Sjöberg
  - Die letze Chance (Utolsó pillanat) – rendező: Leopold Lindtberg
  - Muži bez křídel (Szárnynélküli emberek) – rendező: František Čáp
  - Velikij perelom (Döntő fordulat) – rendező: Fridrih Markovics Ermler
- Nemzetközi zsűri díja: La bataille du rail (Harc a sínekért) – rendező: René Clément
- Nemzetközi rendezői nagydíj: La bataille du rail (Harc a sínekért) – rendező: René Clément
- A legjobb színésznő nemzetközi nagydíja: Michèle Morgan – La symphonie pastorale (Elveszett boldogság)
- A legjobb színész nemzetközi nagydíja: Ray Milland – The Lost Weekend (Férfiszenvedély)
- Drámaírók és Zeneszerzők Szövetségének nemzetközi nagydíja: Velikij perelom (Döntő fordulat) – Borisz Petrovics Csirkov
- Filmes Szerzők Egyesületének nemzetközi nagydíja: Cselovek No. 217 (A 217-es deportált) – Mihail Iljics Romm
- S.A.C.E.M. nemzetközi nagydíja a legjobb zenének: La symphonie pastorale (Elveszett boldogság) – zeneszerző: Georges Auric
- Színtechnika nemzetközi nagydíja: Kamennij cvetok (Kővirág) – rendező: Alekszandr Lukics Ptusko
- Animációs film nemzetközi nagydíja: Make Mine Music – rendező: Walt Disney
- Nemzetközi békedíj: Die letze Chance (Utolsó pillanat) – rendező: Leopold Lindtberg

### Rövidfilmek
- Forgatókönyves film nemzetközi nagydíja (rövidfilm): Vánocní sen – rendező: Karel Zeman
- Animációs film nemzetközi nagydíja: Zvírátka a petrovstí – rendező: Jiří Trnka
- Aktuális film nemzetközi nagydíja (rövidfilm): Molodost nashey strany – rendező: Szergej Jutkevics
- Pedagógiai film nemzetközi nagydíja (rövidfim): Les mines de sel de Wieliczka – rendező: Jaroslaw Brzozowski
- Tudományos film nemzetközi nagydíja (rövidfilm): La cite des abeilles – rendező: Andrev Winnitzki
- Dokumentumfilm nemzetközi nagydíja: Skuggor ooer snon (?)[2]
- Dokumentum jellegű film nemzetközi nagydíja: Berlin – rendező: Juli Raizman
- A Nemzetközi Művészeti és Irodalmi Filmforgalmazó Bizottság díja: Épaves – rendező: Jacques-Yves Cousteau
- Nemzetközi békedíj: Molodoszty nasej sztrani – rendező: Szergej Jutkevics